# Повойничек перечный
Пово́йничек пе́речный, или Пово́йничек согнутосемя́нный, или Пово́йничек водяно́й пе́рец (лат. Elatine hydropiper) — типовой вид рода Повойничек (Elatine).

## Ботаническое описание

### Стебли и листья
Однолетнее водное травянистое растение со стелющимися ветвящимися стеблями 2—4 см длиной, укореняющимися в узлах. Листья супротивные, 5—12 мм длиной, сужаются к черешку. Черешок по длине примерно равен листовой пластинке. Листовая пластинка лопатчатой или продолговато-овальной формы, сверху слабовыемчатая. Имеются плёнчатые зубчатые прилистники 0,3—0,5 мм длиной.

### Цветок
Цветки одиночные, пазушные, на коротких (0,3 мм длиной) цветоножках или сидячие. Чашечка четырёхраздельная, чашелистики широколанцетные, закруглённые на конце, иногда с зубчиком сбоку. Лепестков 4, они розовые или белые, эллиптической формы, немного длиннее и шире чашелистиков. Тычинок 8, они короче лепестков. Столбиков 4.

### Плоды и семена
Плод — шаровидная коробочка около 1,5 мм в диаметре, сверху вдавленная (отсюда и один из видовых эпитетов — «согнутосемянный»), четырёхгнёздная, вскрывается 4 створками. Семена мелкие (ок. 0,5 мм длиной), подковообразные или серповидно согнутые, морщинистые, буроватого цвета.

## Ареал и местообитание
Произрастает в Европе, Кавказе, Средиземноморье и Сибири. Встречается в стоячей воде и на сырых берегах, а также на мелководье.

## Хозяйственное значение и применение
Иногда используется в аквариумистике как аквариумное растение.

## Классификация

### Таксономия
Elatine hydropiper L., 1753, Sp. Pl. : 367
Вид Повойничек перечный относится к роду Повойничек (Elatine) семейства Повойничковые (Elatinaceae) порядка Мальпигиецветные (Malpighiales). Кладограмма в соответствии с Системой APG IV по состоянию на декабрь 2023 года:
|  |                                      |  |                                   |                                   |                         |  | ещё 35 семейств | ещё 35 семейств           |                           |  |  |  | еще 30 подтвержденных видов и 1 вид, ожидающий подтверждения |
|  |                                      |  |                                   |                                   |                         |  | ещё 35 семейств | ещё 35 семейств           |                           |  |  |  | еще 30 подтвержденных видов и 1 вид, ожидающий подтверждения |
|  |                                      |  |                                   | порядок Мальпигиецветные          |                         |  |                 |                           | Повойничек                |  |  |  |                                                              |
|  |                                      |  |                                   | порядок Мальпигиецветные          |                         |  |                 |                           | Повойничек                |  |  |  |                                                              |
|  | отдел Цветковые, или Покрытосеменные |  |                                   |                                   | семейство Повойничковые |  |                 |                           | Повойничек перечный       |  |  |  |                                                              |
|  | отдел Цветковые, или Покрытосеменные |  |                                   |                                   | семейство Повойничковые |  |                 |                           |                           |  |  |  |                                                              |
|  |                                      |  | ещё 63 порядка цветковых растений | ещё 63 порядка цветковых растений |                         |  |                 | еще один ботанический род | еще один ботанический род |  |  |  |                                                              |
|  |                                      |  |                                   | ещё 63 порядка цветковых растений |                         |  |                 |                           | еще один ботанический род |  |  |  |                                                              |

### Синонимы
- Alsinastrum gyrospermum (Fr.) Rupr.
- Alsinastrum octandrum Bubani
- Alsine elatina Crantz
- Elatine conjugata Lam.
- Elatine gyrosperma (Fr.) Meinsh.
- Elatine gyrosperma E.H.L.Krause
- Elatine hardyana Dumort.
- Elatine hexandra prol. major (A.Braun) Rouy & Foucaud
- Elatine hexandra subsp. major (A.Braun) Arcang.
- Elatine hydropiper Schkuhr
- Elatine hydropiper f. intermedia Seub.
- Elatine hydropiper f. submersa (Hartm.) Seub.
- Elatine hydropiper f. terrestris Seub.
- Elatine hydropiper prol. major (A.Braun) Rouy & Foucaud
- Elatine hydropiper subsp. gyrosperma Fr.
- Elatine hydropiper subsp. orthosperma F.Herm.
- Elatine hydropiper var. emersa Hartm.
- Elatine hydropiper var. gyrosperma (Fr.) Lange
- Elatine hydropiper var. schkuhriana Gaudin
- Elatine hydropiper var. submersa Hartm.
- Elatine major A.Braun
- Elatine majuscula Dumort.
- Elatine nodosa Arn.
- Elatine oederi Moesz
- Elatine paludosa subsp. major (A.Braun) Bonnier & Layens
- Elatine paludosa var. octandra Gren. & Godr.
- Elatine schkuhriana Hayne
- Elatine schkuhriana (Gaudin) Kauffm.
- Elatine serpillifolium Gilib.
- Elatine serpyllifolia Gray
- Elatine siphosperma Dumort.
- Elatine spathulata Gorski
- Elatinella hydropiper (L.) Opiz
- Hydropiper majus (A.Braun) Fourr.
- Potamopitys hydropiper (L.) Kuntze
- Potamopitys major (A.Braun) Kuntze
- Rhizium curvum Dulac